# Правило назначенного игрока
Правило назначенного игрока (англ. Designated Player Rule), оно же правило Бекхэма — было принято для регулирования потолка зарплат в MLS на сезон 2007 года. Правило позволяет каждому клубу лиги подписывать игроков, на которых не будет распространяться установленный потолок зарплат (либо путём предложения игроку более высокой заработной платы, либо путём платы за трансфер игрока), что позволяет командам MLS конкурировать за звёздных игроков на рынке международного футбола.
Правило неофициально названо в честь звезды мирового футбола Дэвида Бекхэма, ожидалось, что команды MLS смогут подписывать выгодные сделки с выдающимися игроками калибра Бекхэма. Бекхэм, подписав пятилетний контракт с «Лос-Анджелес Гэлакси», стал первым игроком, купленным в соответствии с этим правилом, его гарантированный годовой оклад составлял $ 6,5 миллионов.

## История
В 2006 году предел зарплаты, по оценкам, составлял около 1,9 млн долл. США, в 2007 году — $ 2,1 млн и был поднят до $ 2,3 млн в сезоне 2008 года. В 2010 году по итогам Соглашения коллективных переговоров между MLS и Союзом игроков лиги потолок зарплат составлял $ 2,55 млн и автоматически должен увеличиваться на 5 % каждый год до истечения срока действия соглашения в конце сезона 2014 года.
При правиле 2007 года:
- Правило действует до конца сезона 2009 года и должно быть продлено или признано недействительным.
- $ 400000[7][8] зарплаты каждого назначенного игрока начисляются в рамках потолка зарплат и оплачиваются лигой, оставшаяся часть зарплаты выплачивалась владельцами команд. Это значение было увеличено на сезон 2009 года до $ 415000.
- До сезона 2007 года насчитывалось три игрока, чьи зарплаты превышали $ 400000. Это были Лэндон Донован, Карлос Руис и Эдди Джонсон. Согласно правилу, на этих игроков в течение сезона 2007 года распространялась дедушкина оговорка, льгота была продлена после сезона 2007 года, лига планировала рассмотреть этот вопрос в будущем. Была вероятность, что лига будет обязана пересмотреть контракты этих игроков или считать их назначенными. Тем не менее, до начала сезона 2008 года Джонсон перешёл в «Фулхэм» из Премьер-лиги[9], а после подписания «Торонто» Дуэйна Де Розарио в январе 2009 года Руис был уволен и покинул MLS, чтобы играть за «Олимпия Асунсьон». В итоге Донован стал единственным игроком, на чью зарплату в 2009 году действовала дедушкина оговорка. Однако было ещё несколько игроков, чьи гарантированные оклады превысили назначенную предельную сумму, но расход на их зарплату был на самом деле ниже, чем их настоящая зарплата в связи с правилом распределения. Это были Шалри Джозеф ($ 450000), Кристиан Гомес ($ 430000), Дуэйн Де Розарио ($ 425750), а также Тейлор Твеллмэн ($ 420000).
- Каждая команда изначально имела право на одного назначенного игрока, но клубы могли продавать места назначенных игроков другим командам; было разрешено иметь не более двух назначенных игроков.
- Только $ 325000 зарплаты второго назначенного игрока оплачивалось лигой, в 2009 году эта сумма была увеличена до $ 335000[7].

Изменения 2010 года:
- Правило не имеет срока действия.
- $ 335000 заработной платы каждого назначенного игрока в рамках потолка зарплат оплачиваются лигой ($ 167500 для назначенных игроков, присоединившихся к MLS во время летнего трансферного окна), оставшаяся часть зарплаты выплачивалась владельцами команды. Эта сумма делится пополам для назначенных игроков, подписанных в середине сезона. Значение предела зарплаты назначенных игроков также можно уменьшить, используя деньги распределения. Наконец, команды, чьи назначенные игроки переходят за границу в середине сезона, могли компенсировать часть зарплаты назначенных игроков.
- На Лэндона Донована уже не распространялась дедушкина оговорка, и он должен был рассматриваться как назначенный игрок.
- Каждая команда может иметь два места для назначенных игроков, и они больше не могли продавать эти места. «Нью-Йорк Ред Буллз» получит $ 70000 в деньгах распределения в обмен на денонсацию соглашения 2007 года с «Чивас США» за дополнительное место назначенного игрока. В итоге и «Ред Буллз» и «Чивас США» имели два места назначенных игроков на сезон 2010 года.
- Команды могли заплатить «налог на роскошь» в $ 250000 за право приобретения третьего места назначенного игрока. Эта сумма в виде денег распределения делилась в равной степени на все команды MLS, которые не заплатили за третье место для назначенного игрока.

Изменения 2012 года:
Начиная с сезона 2012 года правило было изменено относительно молодых игроков. MLS объявила об изменениях в августе 2011 года после того, как клубы выразили озабоченность по поводу подписания молодых иностранных игроков без гарантий, что из них вырастут звёзды.
- Для назначенных игроков в возрасте старше 23 лет сохранён потолок зарплат в размере $ 350000, но если игрок присоединяется к клубу в середине сезона, его предел зарплаты будет составлять $ 175000.
- Назначенные игроки 21—23 лет имеют потолок зарплат в $ 200000, назначенные игроки 20 лет и младше — $ 150000.
- Бюджетная плата за подписание молодого назначенного игрока (23 лет и младше) в середине сезона составляет $ 150000, и эта сумма не может быть снижена за счёт средств распределения.
- Клубам не приходится покупать третье место для назначенных игроков 23-летнего возраста.
- Возраст игрока определяется по году (не дате) рождения.

Максимальная бюджетная плата на назначенного игрока в возрасте старше 23 лет увеличилась с $ 368750 в 2013 году до $ 480625 в 2017 году; осталась неизменной ставка для молодых игроков, а также тех, кто присоединился к клубу в середине сезона.

## Бекхэм
Правило неофициально названо в честь звезды мирового футбола Дэвида Бекхэма, ожидалось, что команды MLS смогут подписывать выгодные сделки с известными игроками калибра Бекхэма. Как выяснилось, Бекхэм действительно стал первым игроком, который был куплен по этому правилу, он подписал выгодный контракт с «Лос-Анджелес Гэлакси» на пять лет с прямым гарантированным окладом от MLS и «Гэлакси» в $ 6,5 млн в год. Остальные повышение заработка Бекхэма начали поступать, когда он возобновил права на свой образ, 50 % которых принадлежали «Реал Мадриду», фактически это удвоило его доход, включая новые сделки, долю от продаж футболок, бонусы и так далее.

## Действующие назначенные игроки
| Год подписания | Игрок                      | Страна                    | Нынешний клуб        | Гарантированная компенсация на 2024 год |
| -------------- | -------------------------- | ------------------------- | -------------------- | --------------------------------------- |
| 2017           | Альберт Руснак             | Словакия                  | Сиэтл Саундерс       | $ 2221667                               |
| 2018           | Рауль Руидиас              | Перу                      | Сиэтл Саундерс       | $ 2729120                               |
| 2019           | Джонни Расселл             | Шотландия                 | Спортинг Канзас-Сити | $ 1000000                               |
| 2019           | Карлес Хиль                | Испания                   | Нью-Инглэнд Революшн | $ 4452083                               |
| 2020           | Хани Мухтар                | Германия                  | Нэшвилл              | $ 5211667                               |
| 2020           | Дарлингтон Нагбе           | Соединённые Штаты Америки | Коламбус Крю         | $ 1540000                               |
| 2020           | Алан Пулидо                | Мексика                   | Спортинг Канзас-Сити | $ 3600000                               |
| 2020           | Кристиан Эспиноса          | Аргентина                 | Сан-Хосе Эртквейкс   | $ 2002000                               |
| 2020           | Виктор Ваньяма             | Кения                     | Клёб де Фут Монреаль | $ 1800000                               |
| 2021           | Лусиано Акоста             | Аргентина                 | Цинциннати           | $ 4216413                               |
| 2021           | Кевин Кабраль              | Франция                   | Колорадо Рэпидз      | $ 1950000                               |
| 2021           | Себастьян Дриусси          | Аргентина                 | Остин                | $ 6722500                               |
| 2021           | Райан Голд                 | Шотландия                 | Ванкувер Уайткэпс    | $ 2895000                               |
| 2022           | Александер Ринг            | Финляндия                 | Остин                | $ 1665000                               |
| 2022           | Карлос Себастьян Феррейра  | Парагвай                  | Хьюстон Динамо       | $ 2290200                               |
| 2022           | Хесус Феррейра             | Соединённые Штаты Америки | Даллас               | $ 2204000                               |
| 2022           | Факундо Торрес             | Уругвай                   | Орландо Сити         | $ 1812400                               |
| 2022           | Кароль Свидерский          | Польша                    | Шарлотт              | $ 2258000                               |
| 2022           | Микаэль Урэ                | Дания                     | Филадельфия Юнион    | $ 2040000                               |
| 2022           | Алан Веласко               | Аргентина                 | Даллас               | $ 1451000                               |
| 2022           | Тиаго Мартинс Буэно        | Бразилия                  | Нью-Йорк Сити        | $ 2462000                               |
| 2022           | Обинна Нвободо             | Нигерия                   | Цинциннати           | $ 1289400                               |
| 2022           | Андрес Кубас               | Парагвай                  | Ванкувер Уайткэпс    | $ 1146375                               |
| 2022           | Уокер Циммерман            | Соединённые Штаты Америки | Нэшвилл              | $ 3456979                               |
| 2022           | Эктор Эррера               | Мексика                   | Хьюстон Динамо       | $ 5246875                               |
| 2022           | Хуан Камило Эрнандес       | Колумбия                  | Коламбус Крю         | $ 2886000                               |
| 2022           | Лоренцо Инсинье            | Италия                    | Торонто              | $ 15400000                              |
| 2022           | Джакомо Вриони             | Албания                   | Нью-Инглэнд Революшн | $ 1947500                               |
| 2022           | Федерико Бернардески       | Италия                    | Торонто              | $ 6295381                               |
| 2022           | Кристиан Бентеке           | Бельгия                   | Ди Си Юнайтед        | $ 4432778                               |
| 2022           | Дени Буанга                | Габон                     | Лос-Анджелес         | $ 3609500                               |
| 2023           | Жуан Клаусс                | Бразилия                  | Сент-Луис Сити       | $ 1370284                               |
| 2023           | Эдуард Лёвен               | Германия                  | Сент-Луис Сити       | $ 1344250                               |
| 2023           | Эвандер                    | Бразилия                  | Портленд Тимберс     | $ 2355000                               |
| 2023           | Даниель Газдаг             | Венгрия                   | Филадельфия Юнион    | $ 1757500                               |
| 2023           | Мартин Охеда               | Аргентина                 | Орландо Сити         | $ 972600                                |
| 2023           | Матеуш Клих                | Польша                    | Ди Си Юнайтед        | $ 2093588                               |
| 2023           | Леонардо Кампана           | Эквадор                   | Интер Майами         | $ 722333                                |
| 2023           | Карлос Груэсо              | Эквадор                   | Сан-Хосе Эртквейкс   | $ 1681086                               |
| 2023           | Данте Ванзейр              | Бельгия                   | Нью-Йорк Ред Буллз   | $ 1489767                               |
| 2023           | Рики Пуч                   | Испания                   | Лос-Анджелес Гэлакси | $ 2449996                               |
| 2023           | Сантьяго Родригес Молина   | Уругвай                   | Нью-Йорк Сити        | $ 1331333                               |
| 2023           | Кристиан Аранго            | Колумбия                  | Реал Солт-Лейк       | $ 2088746                               |
| 2023           | Теэму Пукки                | Финляндия                 | Миннесота Юнайтед    | $ 3550000                               |
| 2023           | Рафаэл Наварро Леал        | Бразилия                  | Колорадо Рэпидз      | $ 1427708                               |
| 2023           | Лионель Месси              | Аргентина                 | Интер Майами         | $ 20446667                              |
| 2023           | Серхио Бускетс             | Испания                   | Интер Майами         | $ 8774996                               |
| 2023           | Сэм Сарридж                | Англия                    | Нэшвилл              | $ 2907639                               |
| 2023           | Диего Росси                | Уругвай                   | Коламбус Крю         | $ 3376827                               |
| 2024           | Томас Чанкалай             | Аргентина                 | Нью-Инглэнд Революшн | $ 1010000                               |
| 2024           | Эмиль Форсберг             | Швеция                    | Нью-Йорк Ред Буллз   | $ 6035625                               |
| 2024           | Джордже Михайлович         | Соединённые Штаты Америки | Колорадо Рэпидз      | $ 1675000                               |
| 2024           | Педро Де ла Вега           | Аргентина                 | Сиэтл Саундерс       | $ 1164000                               |
| 2024           | Габриэл Пек                | Бразилия                  | Лос-Анджелес Гэлакси | $ 2459000                               |
| 2024           | Петар Муса                 | Хорватия                  | Даллас               | $ 2230000                               |
| 2024           | Уго Кёйперс                | Бельгия                   | Чикаго Файр          | $ 3528044                               |
| 2024           | Луис Мурьель               | Колумбия                  | Орландо Сити         | $ 4336150                               |
| 2024           | Джозеф Пэйнтсил            | Гана                      | Лос-Анджелес Гэлакси | $ 3358000                               |
| 2024           | Стиан Грегерсен            | Норвегия                  | Атланта Юнайтед      | $ 1120000                               |
| 2024           | Лиэль Абада                | Израиль                   | Шарлотт              | $ 2448500                               |
| 2024           | Джонатан Родригес Портильо | Уругвай                   | Портленд Тимберс     | $ н/д                                   |
| 2024           | Эрнан Лопес                | Аргентина                 | Сан-Хосе Эртквейкс   | $ н/д                                   |
| 2024           | Эдуард Атуэста             | Колумбия                  | Лос-Анджелес         | $ н/д                                   |
| 2024           | Эсекьель Понсе             | Аргентина                 | Хьюстон Динамо       | $ н/д                                   |
| 2024           | Оливье Жиру                | Франция                   | Лос-Анджелес         | $ н/д                                   |
| 2024           | Осман Букари               | Гана                      | Остин                | $ н/д                                   |
| 2024           | Марцель Хартель            | Германия                  | Сент-Луис Сити       | $ н/д                                   |
| 2024           | Келвин Йебоа               | Гана                      | Миннесота Юнайтед    | $ н/д                                   |
| 2024           | Алексей Миранчук           | Россия                    | Атланта Юнайтед      | $ н/д                                   |
| 2024           | Диогу Гонсалвеш            | Португалия                | Реал Солт-Лейк       | $ н/д                                   |
| 2024           | Фелипе Игнасио Карбальо    | Уругвай                   | Нью-Йорк Ред Буллз   | $ н/д                                   |
| 2024           | Хоакин Перейра             | Аргентина                 | Миннесота Юнайтед    | $ н/д                                   |
| 2024           | Пеп Бьель                  | Испания                   | Шарлотт              | $ н/д                                   |
| 2025           | Ирвинг Лосано              | Мексика                   | Сан-Диего            | $ н/д                                   |